# Didogobius schlieweni
Didogobius schlieweni é uma espécie de peixe da família Gobiidae e da ordem Perciformes.

## Habitat
É um peixe marítimo e demersal.

## Distribuição geográfica
É encontrado no Mar Mediterrâneo.

## Observações
É inofensivo para os humanos.